# バードバス

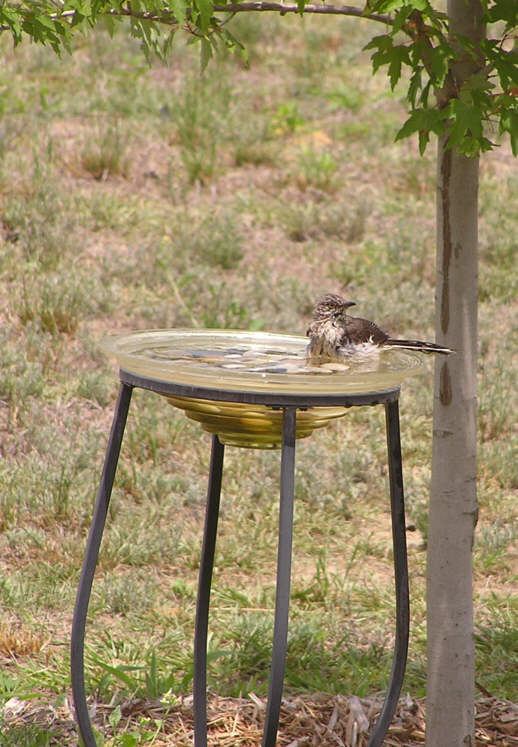
ガラス鉢製のバードバスで水浴びするマネシツグミ

バードバス（英語: bird bath）は、鳥が水を飲んだり、浴びたり、体を冷やしたりできるようにした、水を貯めた鉢で作った人工的な水たまりである。バードバスは、庭のオーナメント、小さなリフレクティング・プール、野外彫刻等にもなりうる。
バードバスは、特に夏季や乾季には、庭を訪れる様々な種類の鳥を引き寄せる。一年中安定的に水を供給するバードバスは、「小さな生態系」を作る手助けをする。

## 概要
バードバスは、台や柱の上に鉢を置いたり、葉や木に吊るしたり、岩を掘ったりして作る。
バードバスに必要なものは、徐々に深くなる浅い鉢、ネコのストーキングを最小限にするための開けた環境、清潔で新しく補充される水、汚染や蚊を避けるための清掃である。庭にくる鳥は体を水に沈めることはせず、羽を使って背中に水をかけるだけなので、中央部分に2インチ程度の水が溜まっていれば十分である。水が深かったり、鉢が広かったりする時には、中に島を設けると良い。ネコを除ける効果もある。また、鉢を置く台の高さを高くしたり、隠れる場所をなくすため周りに何も置かないことも、捕食者から守るために有効である。バードフィーダー（餌台）を併設することにより、鳥はより長く滞在し、戻ってくる確立も上がる。

## 歴史
初期のバードバスは、単なる地面の窪みであった。最初の専用のバードバスは、イギリスのガーデンデザイン会社Abrahm Pulman & Sonsが1830年代に開発した。

## 設計と製作

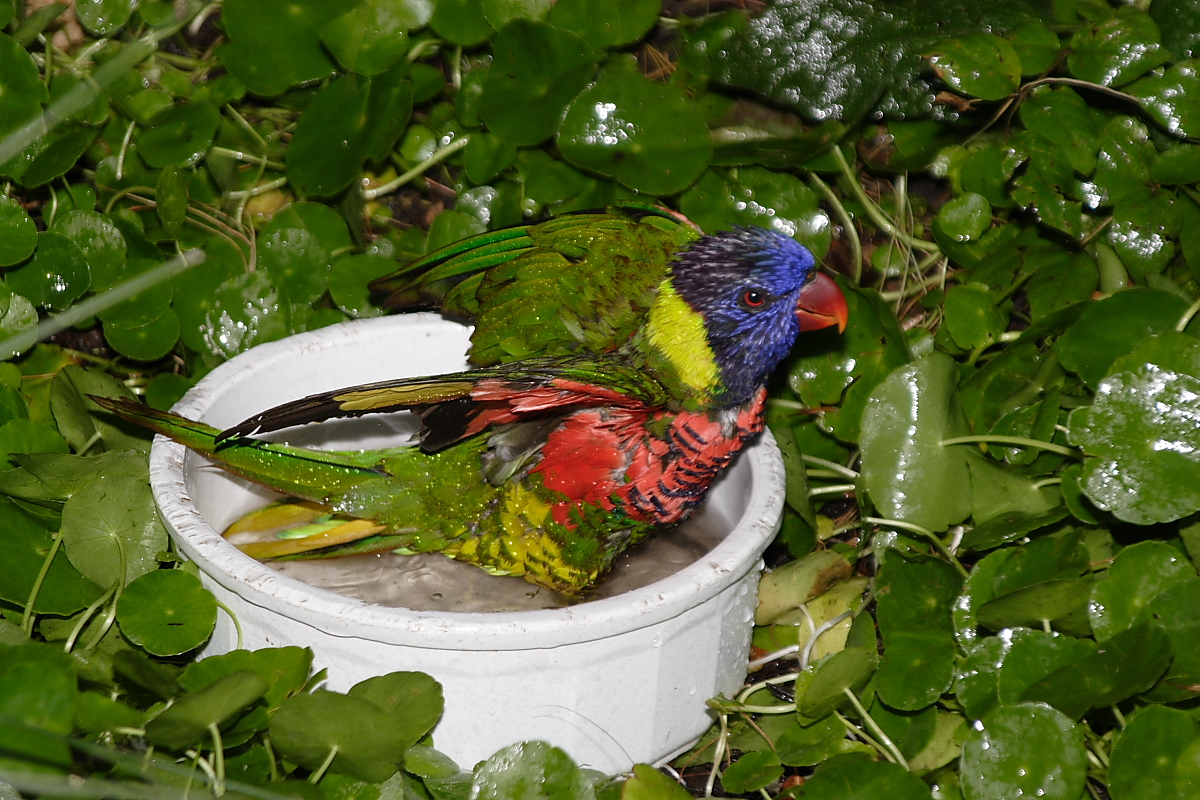
子供動物園内のバードバスに飾られるヒインコのバードバス

伝統的なバードバスは、コンクリートかテラコッタ製の鉢と台からなる。鉢には、台と接続するための刻み目がある。台は、1m程の高さである。鉢と台はどちらもレリーフで装飾されることもある。鉢は単純な形のものの他、貝殻や岩場の泉を模した形のものもある。もっとも鳥自体は、パイ皿でも滴る水の水たまりであっても、美学には関心がないように見える。

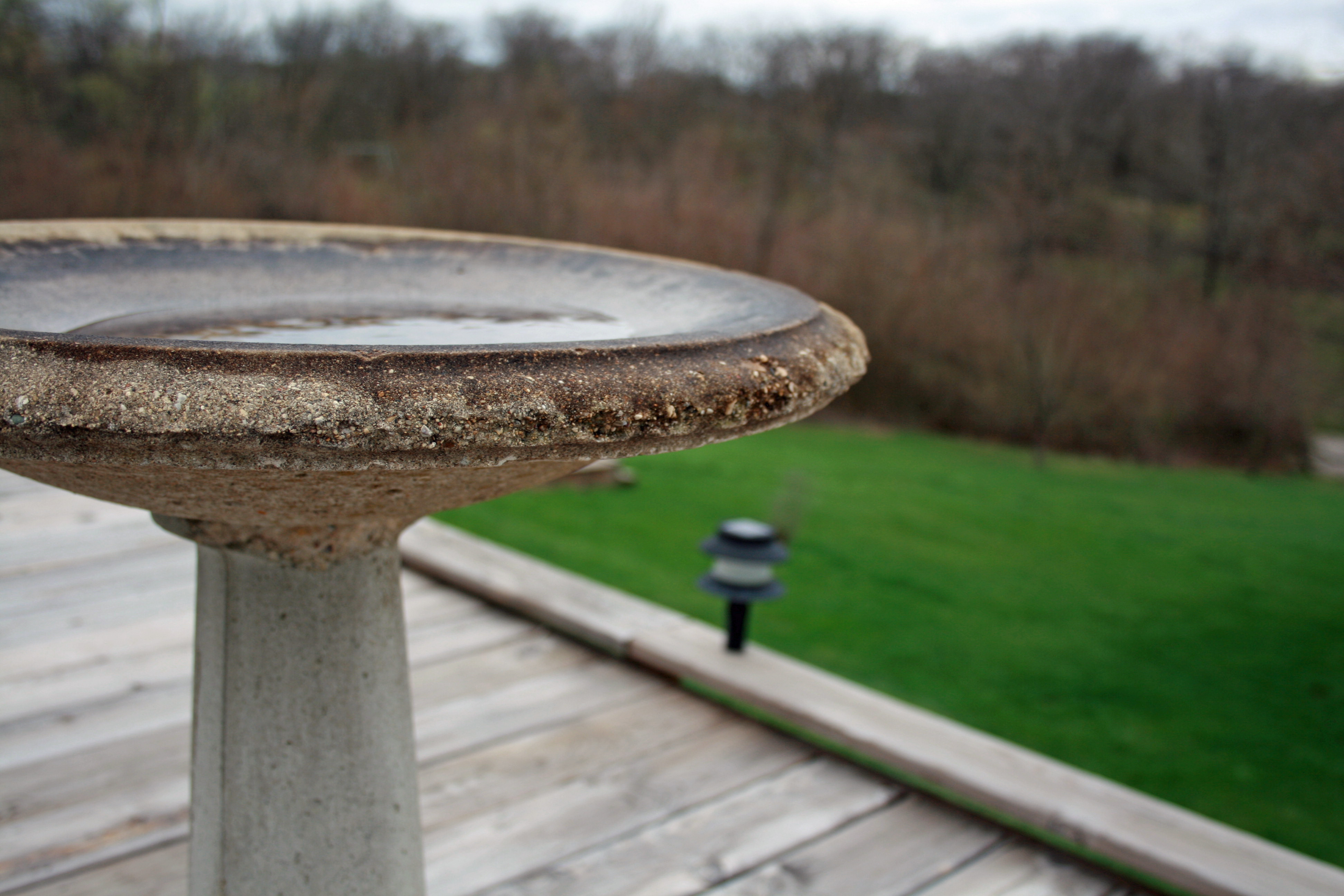
浅いコンクリート製のバードバス

ガラスや、銅等の金属、プラスチック、モザイクタイル、大理石やその他の野外で使える材料で作ることもできる。自然を模した庭では、岩や石であれば出しゃばらない。循環ポンプやフィルタ、浮子栓を設置するバードバスもある。循環ポンプの動力として、水面又は水中の太陽電池を設置する場合もある。鳥は、水が走る光景や音に惹きつけられる。

## 鳥の習性

### 止り木と見かけ
設計段階で考慮するべきバードバスの重要な要素の1つは、止り木の位置である。鳥が溺れるリスクを避けるために、十分浅くしなければならない。ほとんどの種に対しては、2インチで十分である。鉢がこれより深い場合は、石や砂利等を中央に置き、鳥が止まれる場所を作ることがある。バードバスの中に物を置く際は、鳥の爪で保持しやすくなるような質感にするべきである。

### 安全性
飼い猫やその他の捕食者から守るため、鳥が周囲を見渡せ、付近に捕食者の隠れ場所がないところにバードバスを設置するべきである。羽が濡れている時には上手く飛べないため、危険を察知してから逃げるまでの十分な時間が稼げるように、周囲2フィートには何も置かない方が良い。
このため、バードバスは習慣的に、鳥がすぐに飛び移れるような大きな木の枝の下で、芝生の真ん中に設置される。捕食者が近づいてくるのを確認する際に、鳥はバードバスの縁から見ることになる。そのため、バードバスの直径は小さい方が望ましい。捕食者を隠さないように、バードバスの下に植える植物は、背の低いもののみにするべきである。
鉢が深い場合は、中に入るのを怖がり、縁に留まって水を飲むだけの鳥もいる。
未使用の植木鉢や蓋の空いた空き缶等、意図しない危険を作るべきではない。これらに雨水が溜まると、溺れる危険がある。
両眼視のできない鳥は、水の深さの予測が苦手であり、水の深さを推測できない時は困惑する。バードバスの縁に向かって、棒や平らな石を斜面状に立てかけ、徐々に水に入れるようにするで、鳥の恐怖を和らげることができる。

### 大きな鳥
カナダガン等の大型の鳥も水浴びをする。刈り株の畑の大きな農業用スプリンクラーの周りによく集まっている。特に湿地のない都市部や郊外部で、渡り鳥にこのような場所を提供することで、しばしばこの地域を訪れるようになる。湿地が減少する状況では、このような取組は、重要な保存活動になる。

## メンテンナンス
バードバスは、定期的なメンテナンスが必要である。掃除には様々な手法や少量の漂白剤やオレガノまたはオリーブ油、市販の無毒の洗剤を含む様々な道具が用いられる。毎日の手入れとしては簡単な掃除と水の入替で良いものもあるが、素材による。糞、ボウフラ、藻類、菌等で汚染された水を鳥が飲むと健康被害に繋がるため、毎日の手入れと新鮮な水は重要である。コンクリート製のバードバスはコケが生えやすいため、時々タワシで擦る必要がある。一方、プラスチックや樹脂製のものは、排水してタオルでふき取り、水を入れ替えれば良い。
メンテナンス不良で最も深刻な危機は、蚊やボウフラの繁殖である。ボウフラの成長サイクルは7-10日間のため、毎週1回は水を取り換える必要がある。または、蚊が卵を産むのに必要な静止した水面を作らないように、通気装置を用いる手段もある。また、蚊には有害だがヒトや野生生物には無害なバチルス・チューリンゲンシス israelensis (Bti)を含む市販品を用いることで、蚊の発生を抑制することができる。

## 庭の設計
バードバスは、しばしば庭全体の設計プランの中央に配置される。家や学校、会社の窓から見える場所で、鳥の安全に留意した小さなパティオ、デッキ、テラスに置かれることもある。庭が狭いときや庭がないビルの場合にはバルコニーやデッキに置かれることが多い。